# Apocryphal (группа)
Apocryphal — белорусская дум\дэт-метал-группа, образованная в 1994 году.

## История

### 1994—1999
Музыкальный коллектив Apocryphal был образован в сентябре 1994 года в составе Шевеленко Андрей (гитара), Руль Егор (вокал/гитара), Атаманчук Виталий (бас) и Бровко Сергей (ударные). Первоначально группа придерживалась стилистики дэт-метала. Из-за постоянных смен мест репетиций в течение двух лет группе не удаётся записать никаких дебютных релизов, и лишь в 1996 году, после того как место для постоянных репетиций было наконец найдено, группа, под эгидой лейбла Blacksmith Productions, выпускает демозапись Lustration, композиции с которого звучат на фестивале Adversery 3, где, помимо Apocryphal, выступают Septic Schizo, Apraxia, Autodafe и т. д. В марте 1997 года группа организует свой собственный фестиваль получивший название No Aids. На приглашение группы выступить на фестивале откликнулись Gods Tower, Avalon House и др.
Попутно фестивалю группа зканчивает работу над второй демозаписью под названием Bacchanalia. Музыка группы на этом релизе стала более мелодичной, а лирика была полностью исполнена на английском языке. Также организуется второй фестиваль No Aids 2, где можно было видеть выступление группы Vicious Crusade. В ноябре 1997 года клавишница Кристина Кураш становится полноправным членом группы (до этого числилась сессионным музыкантом). В конце 1998 начале 1999 года Apocryphal заканчивают работу над промоматериалом The Aggression Against of Mind, выпущенном лейблом Music Violence Productions в качестве сплита с группой Hagridden.

### 1999—2006
В 1999 году группа активно концертирует по городам Белоруссии и Украины, выступая на одной сцене с такими группами как Gods Tower, Vicious Crusade, Znich, Vae Solis и т. д. Также в августе этого года группа начинает запись дебютного альбома The Mask, заканчивает в сентябре и, силами The Flaming Art Productions, выпускает на музыкальный рынок. В период с 2000 по 2001 года группа отказывается от дачи концертов ввиду прохождения вокалистом группы военной службы. После возвращения последнего Apocryphal начинают активно репетировать, писать новый материал о попутно давать концерты. В конце 2002 года группа готовит новый релиз — мини-альбом In Labyrinth of Time, куда вошли как новые композиции, так и перезаписанные старые The Ar-ma-ged’don Day и The Mask.
В апреле 2003 года группа участвует в компиляции Hard Life-Heavy Music-2, специально сделанной для поддержки музыкального метал андерграунда Белоруссии, записав композицию Pahonia. В августе этого же года группа выступает на одном из крупнейших фестивалей стран бывшего СССР Metal Heads Mission. В 2006 году своими силами группа выпускает второй полноформатный альбом Hear My Call.

## Дискография
- 1996 — Lustration (демо)
- 1997 — Bacchanalia (демо)
- 1999 — The Aggression Against of Mind (сплит с Hagridden)
- 1999 — The Mask
- 2003 — In Labyrinth of Time (EP)
- 2006 — Hear My Call